# Марко Муњиза
Марко Муњиза је српски психијатар. Рођен је 22. април 1943. године у Љубитовиоци код Трогира у Хрватској. Живи и ради у Београду.

## Биографија
У Трогиру завршио основну школу. У Сплиту завршава средњу школу здравствених техничара. Прве радове објављује у „Малим новинама“ ђачком листу из Сарајева. У Сплиту завршава школу за Филмску режију. Димломирао на Медицинском Факултету у Београду 1970. године. 1980 год. докторирао из области социјална психијатрија. Каријеру психијатра провео у Институту за ментално здравље у Београду на месту начелника Дневне болнице. На Медицинском Факултету је био професор психијатрије. Тренутно је професор на паневропском „Аперион“ универзитету у Бања Луци и на Факултету политичких наука - смер за социјални рад у Београду. Поред клиничке бавио се и социјалном психијатријом, социлогијом и епидемиологијом менталних поремећаја, психофармакологијом и групном терапијом. Објављивао је своје текстове у бројним магазинима и ревијама као што су „Гледишта“ „Базар“, „ Зборник за друштвене науке“ и другима. Аутор је око 300 библиографских јединица 49 стручних и научних радова, написао је 13 књига. Усавршавао се на свим водећим клиникама из бивше Југославије, у Лондону и Оксфорду. Рецензент је већег броја монографија и стручних књига. Члан је више угледних стручних удружења у свету и код нас.

## Најпознатија дела:
1. Афективне психозе у урбаној средини, Савремена администрација, Београд, 1982.
2. Први интервјуи у клиничкој пракси, Елит-Медица, Београд, 2007.
3. Психијатрија на прагу 21 века , Паневропски универѕитет "Аперион", Бања Лука, 2008.
4. Фуга за бајамама од Динаре до Авале, Београд, Елит-Медица, 2008.
5. Увод у клиничку психопатоголију, Елит-медица, Београд, 2008.
6. Историјски развој психијатрије Београд, Службени гласник, 2001.
7. Психопатологија свакодневног живота, Београд, Службени гласник, 2015.